# Pedinomonadàcies
Les pedinomonadàcies (Pedinomonadaceae) són una família d'algues verdes de l'ordre pedinomonadals. Són algues unicel·lulars de mida petita (menys de 3 µm), amb un sol flagel. S'ha proposat classificar-les o bé en Mamiellales o en Ulvophyceae, sense haver arribat a un acord.